# Ashley Madison
Ashley Madison es una red social de parejas en línea lanzada en 2001, dirigida principalmente a personas que ya tienen una relación. El nombre de la web se creó a partir de dos nombres de mujer que eran populares en los Estados Unidos: "Ashley" y "Madison". Su eslogan es "Life is short. Have an affair" (La vida es corta. Ten una aventura).

## Miembros
Ashley Madison tiene su sede en el Canadá; son más de treinta y un millones de miembros esparcidos en cuarenta y cinco países por todo el mundo:
| Localización      | Países |
| ----------------- | --- |
| América del Norte | Canadá, EE. UU., México |
| Europa            | Reino Unido, Irlanda, Alemania, Austria, Suiza, España, Dinamarca, Italia, Países Bajos, Francia, Bélgica, Portugal, Grecia, Suecia, Finlandia, Noruega |
| Oceanía           | Australia, Nueva Zelanda |
| África            | Sudáfrica |
| Asia              | Hong Kong, Israel, Japón |

La empresa anunció planes para su lanzamiento en Singapur en 2014. Sin embargo, la Autoridad de Desarrollo de Media de Singapur (o Singapore's Medía Development Authority o MDA) anunció que no permitiría que la Ashley Madison operara en ese país, por entender que la red promueve el adulterio y no respeta por consiguiente los valores básicos de la familia.
En respuesta a la prohibición en Singapur, Noel Biderman, CEO en ese entonces de Ashley Madison, dijo que las prohibiciones iban a salir siempre por la culata. "Creo que eso [la prohibición] es una anomalía. Tuvimos éxito en el Japón y Hong Kong. Tendremos éxito en la Taiwan y en Corea. Todos vamos a encontrar una manera de traer eso para Filipinas y Tailandia. Y yo realmente creo que Ashley Madison estará disponible para cualquier persona que quiera acceder en Singapur. Yo realmente creo eso", afirmó.

## Anuncios
Ashley Madison se anuncia con comerciales de TV, radio y carteles publicitarios. 
En 2009, la red de televisión estadounidense NBC prohibió que un anuncio de Ashley Madison apareciera en el Super Bowl XLIII, un campeonato de fútbol americano. Biderman, CEO de la empresa, opinó que la prohibición era "ridícula".[cita requerida]
En diciembre de 2009, Ashley Madison intentó comprar publicidad en trenes y autobuses de la empresa canadiense Toronto Transit Commission, por el valor de C$ 200.000. El plan se rechazó tras el voto contrario de cinco de los seis miembros de la comisión. Se aprobó que 10 tranvías de la empresa llevaran el eslogan de Ashley Madison: "La vida es corta. Ten una aventura". Después de que se rechazó el acuerdo, Biderman ofreció subsidiar los precios de los pasajes con 25 centavos, si el negocio se aceptaba. Eso habría reducido la tasa del transporte a C$ 2,50.

## Críticas y escándalos
Trish McDermott, un consultor que ayudó a fundar la web Match.com, acusó a  Ashley Madison de ser un "negocio constituido de corazones partidos, bodas arruinadas y familias dañadas". Biderman respondió declarando que la web era "sólo una plataforma" y que una web o una propaganda no va a convencer nadie a cometer adulterio.[cita requerida]
En 2012 una ex-operaria brasileña de  Ashley Madison procesó la web, alegando haber creado mil perfiles falsos de mujeres brasileñas para la versión nacional de la web. Según ella, ese trabajo causó lesión por esfuerzo repetitivo.
En julio de 2015, un equipo de hackers denominado Impact Team robaron datos de más de 37 millones de usuarios a la compañía (sus domicilios, sus preferencias románticas y sexuales, incluso sus datos bancarios) y amenazó con hacerlos públicos si esta no cerraba inmediatamente su web. En agosto de 2015 estos datos se publicaron en BitTorrent con datos como nombre, apellidos, teléfono, correo electrónico y transacciones financieras realizadas por los usuarios. Como consecuencia de este escándalo, el 28 de agosto dimitió Noel Biderman, su fundador. Se han relacionado al menos cuatro suicidios con este suceso.
En 2022, la web especializada en estafas en webs de citas analizó la web y descubrió perfiles falsos en Ashley Madison.

## Plantilla de negocios
Al contrario de Match.com o de eHarmony, la plantilla de negocios de Ashley Madison está basada en créditos en vez de firmas mensuales. Para una conversación entre dos miembros, uno de los miembros deberá pagar cinco créditos para iniciar la conversación. Cualquier acompañamiento de mensajes entre los dos miembros son libres después de iniciar la comunicación. Ashley Madison también tiene un recurso de chat en tiempo real. Los créditos se usan para pagar un determinado tiempo de colocación en el chat.[cita requerida]
La web también cobra por borrar cuentas, aunque pueden ocultarse gratuitamente. Además, el hackeo de la página reveló que, al menos en esa época, la eliminación de las cuentas era una de las mentiras de la empresa.